# 毛利郁子
毛利 郁子（もうり いくこ、1933年4月25日 - ）は、日本の元女優。グラマー女優と称され時代劇でも活躍したが、男女関係のもつれから妻子持ちの男性を刺殺し1973年まで服役した。

## 来歴
1933年（昭和8年）4月25日、高知県幡多郡宿毛町（現在の高知県宿毛市）の呉服商の家に生まれる。高知県立宿毛高等学校を卒業後、親戚の経営する大分県別府市の旅館でフロント係を勤めていた1955年（昭和30年）、「全国温泉旅館美女コンテスト」で「ミス温泉」に選ばれた。日本生まれの中国人ヤクザに強姦され、福岡中州のクラブで働かされたのち、地元暴力団の親分の妾となる。
その後上京し、俳優座の委託研究生を経て大映に第10期ニューフェイスとして入社したのは1956年のことである。
1957年（昭和32年）、大映東京撮影所が製作した特撮映画『透明人間と蝿男』でデビュー、現代劇の女優としてキャリアを始めた。当時の公称サイズは「身長160センチ、バスト96センチ、ウエスト55センチ、ヒップ92センチ」としており、大映の紺野ユカ、東宝の中田康子、新東宝の前田通子、三原葉子、万里昌代、左京路子、筑紫あけみ、松竹の泉京子、炎加世子、日活の筑波久子、白木マリ、東映の小宮光枝と並ぶグラマー女優と称された。撮影所にペットとして持ち込むほどのヘビ好きとして知られ、猟奇的な映画で抜群の存在感を発揮した、とされ多く報道もされたが、実際にはヘビを怖がらなかったという程度である。本人によると、そういった特徴を喧伝されたほうがいいのだという旨の話を父親にしていた。
1958年（昭和34年）6月15日に公開された弘津三男監督の『白蛇小町』で初めて大映京都撮影所作品に出演し、1959年（昭和34年）、東京撮影所から京都撮影所に異動、以降、時代劇女優に転向する。同年1月22日に公開された弘津三男監督の『青蛇風呂』では、主演女優の座を勝ち取っている。以降、怪談映画をはじめ、勝新太郎の「座頭市シリーズ」や市川雷蔵の「眠狂四郎シリーズ」など、100本近い作品に出演した。1960年代の日本映画の斜陽期において、妖艶な演技で映画界を牽引した。殊に「眠狂四郎シリーズ」の第4作『眠狂四郎女妖剣』と第7作『眠狂四郎多情剣』において演じた「将軍家息女・菊姫」役は、その鬼気迫る演技と存在感は作品に鮮烈な印象を残した。
1964年（昭和39年）10月28日に放映を開始した連続テレビ映画『風雲児半次郎 唐芋侍と西郷』（監督安田公義/井沢雅彦、東伸テレビ映画/毎日放送）にも出演している。再上映やビデオ発売の多い『妖怪百物語』『妖怪大戦争』での、ろくろ首役も名高い。
1969年（昭和44年）12月14日朝、当時交際していた妻子持ちの男性（交際は7年越し、毛利との間に当時3歳の男児を儲けていた）を包丁で刺殺、翌日自供し逮捕される。現役の女優が殺人を犯すのは初めてであった。事件直後の同年12月20日に公開された自身最後の出演作『秘録怪猫伝』は、ヒット作となった。
報道によると、その男性から別れ話を切り出され将来の生活が不安になったため、脅してでも彼の態度をはっきりさせようと広峰山（兵庫県姫路市）のドライブウエーに停めた乗用車の中で翻意を促したが、応じてくれないので持っていた包丁を見せた。それでも彼は「やれるものならやってみぃ」と言ったので上腹部を刺した。1970年（昭和45年）4月17日、神戸地方裁判所姫路支部は求刑通り懲役7年の判決を言い渡した。
大映社長の永田雅一、共演者の勝新太郎らは減刑嘆願書を提出した。
1970年（昭和45年）9月17日、大阪高等裁判所は被告人にも同情すべき点はあると一審判決を破棄、懲役5年を言い渡す。判決理由の中で「ひたすら愛情を傾けていたのに彼に冷たくされ、子供の認知についても渋られ、将来に不安を感じていた被告人の立場には同情すべき点がある。また、子供も小さいので長い刑期は適切ではない」などと述べた。この判決は確定し、毛利は和歌山刑務所に収監されて服役。模範囚として減刑され、3年後の1973年に仮釈放された。その間、1971年（昭和46年）12月までには大映は破産していた。
出所後は芸能界を引退し、東京都内のクラブで働いたとされる。
2012年（平成24年）6月現在、100本近い毛利の出演作のうち、『透明人間と蝿男』（1957年）、『次郎長富士』『紅あざみ』『初春狸御殿』（1959年）、『ぼんち』（1960年）、『続 惡名』（1961年）、『座頭市物語』『斬る』『殺陣師段平』（1962年）、『新選組始末記』『手討』（1963年）、『座頭市血笑旅』（1964年）、『大殺陣 雄呂血』（1966年）、『座頭市牢破り』（1967年）の14作が東京国立近代美術館フィルムセンターに所蔵されている。

## 出演作
特に断らない限り「製作大映京都撮影所、配給大映」である（）。
1950年代
- 『透明人間と蝿男』 : 監督村山三男、製作大映東京撮影所、配給大映、1957年8月25日公開 - 「美恵子」役（デビュー作）
- 『冥土の顔役』 : 監督村山三男、製作大映東京撮影所、配給大映、1957年10月22日公開 - 「ジプシー・リリー」役
- 『駐在所日記』 : 監督枝川弘、製作大映東京撮影所、配給大映、1957年11月5日公開 - 「町会議員の情婦」役
- 『新婚七つの楽しみ』 : 監督枝川弘、製作大映東京撮影所、配給大映、1958年1月9日公開 - 「中川清美」役
- 『母』 : 監督田中重雄、製作大映東京撮影所、配給大映、1958年3月5日公開 - 「美術モデルE」役
- 『愛河』 : 監督田中重雄、製作大映東京撮影所、配給大映、1958年4月22日公開 - 「女給（神戸）」役
- 『白いジープのパトロール』 : 監督竹谷豊一郎、製作大映東京撮影所、配給大映、1958年4月30日公開 - 「お紺さん」役
- 『白蛇小町』 : 監督弘津三男、1958年6月15日公開 - 「お紺」役
- 『素っ裸の青春』 : 監督原田治夫、製作大映東京撮影所、配給大映、1958年8月12日公開
- 『消えた小判屋敷』 : 監督天野信、1958年8月19日公開
- 『執念の蛇』 : 監督三隅研次、1958年9月7日公開 - 「水木歌次」役
- 『おーい中村君』 : 監督原田治夫、製作大映東京撮影所、配給大映、1958年10月8日公開 - 「谷川鮎子」役
- 『青蛇風呂』 : 監督弘津三男、1959年1月22日公開（映倫番号11052） - 「おえん」役（主演）
- 『鬼女系図』 : 監督渡辺実、1959年1月27日公開
- 『都会の牙』 : 監督村山三男、1959年2月3日公開 - 「冴子」役
- 『からくり雛人形』 : 監督西沢宣匠、1959年2月25日公開
- 『女と海賊』 : 監督伊藤大輔、1959年4月1日公開 - 「錦」役
- 『お嬢吉三』 : 監督田中徳三、1959年4月21日公開 - 「お国」役
- 『紅あざみ』 : 監督安田公義、1959年5月8日公開 - 「お絹」役
- 『次郎長富士』 : 監督森一生、1959年6月2日公開 - 「お艶」役
- 『千代田城炎上』 : 監督安田公義、1959年6月13日公開 - 「橘」役
- 『鳴門の花嫁』 : 監督田坂勝彦、1959年8月13日公開 - 「おいと」役
- 『町奉行日記 鉄火牡丹』 : 監督三隅研次、1959年9月13日公開 - 「花助」役
- 『歌麿をめぐる五人の女』 : 監督木村恵吾、1959年10月11日公開
- 『初春狸御殿』 : 監督木村恵吾、1959年12月27日公開 - 「河童おぴよ」役

1960年
- 『千姫御殿』 : 監督三隅研次、1960年1月14日公開 - 「あやめ」役
- 『銭形平次捕物控 美人蜘蛛』 : 監督三隅研次、1960年3月1日公開 - 「お香代」役
- 『ぼんち』 : 監督市川崑、1960年4月13日公開 - 「芸者1」役
- 『続次郎長富士』 : 監督森一生、1960年6月1日公開 - 「おぎん」役
- 『源太郎船』 : 監督渡辺邦男、1960年6月15日公開 - 「小梅」役
- 『安珍と清姫』 : 監督島耕二、1960年8月9日公開 - 「早苗」役
- 『侠客春雨傘』 : 監督渡辺邦男、1960年12月7日公開 - 「太田の女」役
- 『鏡山競艶録』 : 監督西山正輝、1960年12月21日公開 - 「腰元 梢」役
- 『唄は峠を越えて』 : 監督西山正輝、1961年2月8日公開 - 「お清」役

1961年
- 『花くらべ狸道中』 : 監督田中徳三、1961年1月3日公開 - 「ミス狸F」役
- 『おけさ唄えば』 : 監督森一生、1961年4月5日公開
- 『旅はお色気』 : 監督黒田義之、1961年4月26日公開 - 「浪路」役
- 『色の道教えます 夢三夜』 : 監督加戸敏、1961年10月11日公開（映倫番号12583、成人映画指定[16]） - 「絹」役
- 『新源氏物語』 : 監督森一生、1961年10月14日公開 - 「承香殿の女御」役
- 『お兄哥さんとお姐さん』 : 監督黒田義之、1961年12月8日公開 - 「お妻」役
- 『続悪名』 : 監督田中徳三、1961年12月17日公開 - 「お艶」役

1962年
- 『女と三悪人』 : 監督井上梅次、1962年1月3日公開
- 『化身』 : 監督森一生、1962年1月14日公開 - 「かよ」役
- 『三代の盃』 : 監督森一生、1962年3月4日公開
- 『座頭市物語』 : 監督三隅研次、1962年4月18日公開 - 「繁造女房お豊」役
- 『斬る』 : 監督三隅研次、1962年7月1日公開 - 「若山」役
- 『てなもんや三度笠』第22話「吉田通れば」:ABC（キー局）、1962年9月30日放送[17]
- 『殺陣師段平』 : 監督瑞穂春海、1962年9月30日公開 - 「丸髷の女」役
- 『瘋癲老人日記』 : 監督木村恵吾、製作大映東京撮影所、配給大映、1962年10月20日公開 - 「ひろみ」役

1963年
- 『新選組始末記』 : 監督三隅研次、1963年1月3日公開
- 『影を斬る』 : 監督池広一夫、1963年3月1日公開
- 『悪名市場』 : 監督森一生、1963年4月28日公開
- 『宿無し犬』 : 監督田中徳三、1963年5月2日公開 - 「マダム」役
- 『手討』 : 監督田中徳三、1963年5月29日公開
- 『長脇差忠臣蔵』 : 監督渡辺邦男、1962年8月12日公開 - 「お加代」役
- 『雑兵物語』 : 監督池広一夫、1963年7月13日公開 - 「居酒屋の女」役
- 『悪名波止場』 : 監督森一生、1963年9月7日公開
- 『抜打ち鴉』 : 監督加戸敏、1962年12月26日公開 - 「お春」役

1964年
- 『眠狂四郎円月斬り』 : 監督安田公義、1964年5月23日公開
- 『対決』 : 監督安田公義、1963年5月29日公開 - 「加代」役
- 『駿河遊侠伝 賭場荒し』 : 監督森一生、1964年6月5日公開 - 「お綱」役
- 『座頭市あばれ凧』 : 監督池広一夫、1964年7月11日公開 - 「安五郎妹お仙」役
- 『外人墓地の決斗』 : 監督安田公義、1964年9月5日公開 - 「沼田の妻」役
- 『座頭市血笑旅』 : 監督三隅研次、1964年10月17日公開
- 『眠狂四郎女妖剣』 : 監督池広一夫、1964年10月17日公開
- 『風雲児半次郎 唐芋侍と西郷』 : 監督安田公義/井沢雅彦、東伸テレビ映画/毎日放送、連続テレビドラマ、1964年10月28日 - 1965年3月31日放映[18]
- 『勝負は夜つけろ』 : 監督井上昭、1964年11月28日公開 - 「珠枝」役
- 『座頭市関所破り』 : 監督安田公義、1964年12月30日公開 - 「花駒太夫」役

1965年
- 『暴れ犬』 : 監督森一生、1965年3月6日公開
- 『悪名幟』 : 監督田中徳三、1965年5月1日公開
- 『続・兵隊やくざ』 : 監督田中徳三、1965年8月14日公開 - 「女」役
- 『密告者』 : 監督田中重雄、1965年11月13日公開 - 「西脇貞子」役

1966年
- 『破れ証文』 : 監督田中重雄、1966年1月15日公開 - 「あけみ」役
- 『眠狂四郎多情剣』 : 監督井上昭、1966年3月12日公開
- 『大殺陣 雄呂血』 : 監督田中徳三、1966年7月2日公開
- 『陸軍中野学校 雲一号指令』 : 監督森一生、1966年9月17日公開
- 『酔いどれ波止場』 : 監督井上昭、1966年12月24日公開 - 「お七」役

1967年
- 『東京博徒』 : 監督安田公義、1967年2月25日公開 - 「富子」役
- 『悪名一代』 : 監督安田公義、1967年6月17日公開
- 『眠狂四郎無頼控 魔性の肌』 : 監督池広一夫、1967年7月15日公開
- 『座頭市牢破り』 : 監督山本薩夫、製作勝プロダクション/大映京都撮影所、配給大映、1967年8月12日公開
- 『座頭市血煙り街道』 : 監督三隅研次、1967年12月30日公開 - 「ふくべの仲居」役

1968年
- 『秘録おんな牢』 : 監督井上昭、1968年1月27日公開 - 「お兼」役
- 『妖怪百物語』 : 監督安田公義、1968年3月20日公開 - 「浪人の妻」役
- 『講道館破門状』 : 監督井上昭、1968年5月18日公開 - 「時子」役
- 『牡丹燈籠』 : 監督山本薩夫、1968年6月15日公開 - 「女房 甲」役
- 『秘録おんな蔵』 : 監督森一生、1968年7月13日公開 - 「女房お霜」役
- 『関東女やくざ』 : 監督井上昭、1968年8月24日公開 - 「敏子」役
- 『二匹の用心棒』 : 監督三隅研次、1968年8月24日公開 - 「お房」役
- 『兵隊やくざ 強奪』 : 監督田中徳三、1968年10月5日公開 - 「マダム」役
- 『妖怪大戦争』 : 監督黒田義之、1968年12月14日公開 - 「ろくろ首」役

1969年
- 『眠狂四郎悪女狩り』 : 監督池広一夫、1969年1月11日公開
- 『秘剣破り』 : 監督池広一夫、1969年5月31日公開 - 「お百」役
- 『女左膳 濡れ燕片手斬り』 : 監督安田公義、1969年6月14日公開 - 「菊ノ井」役
- 『四谷怪談 お岩の亡霊』 : 監督森一生、1969年6月28日公開 - 「お色」役
- 『刑務所破り』 : 監督池広一夫、1969年8月30日公開 - 「梅の家のおかみ」役
- 『秘録怪猫伝』 : 監督田中徳三、1969年12月20日公開 - 「沢の井」役（最終出演作品）

## 掲載記事
国立国会図書館蔵書を中心とした掲載記事の一覧である。
- 「緑蔭 新東宝・姿まゆみ 大映・毛利郁子」、『小説倶楽部』第11巻第6号、桃園書房、1958年6月、巻頭 - 姿まゆみとともに
- 「毛利郁子・紺野ユカ」、『面白倶楽部』第11巻第13号、光文社、1958年10月、巻末 - 紺野ユカとともに
- 「黄色い夢 毛利郁子（大映）」小林晃、『小説倶楽部』第12巻第4号、桃園書房、1959年3月、巻頭
- 「グラマー女優毛利郁子の本番『愛人刺殺事件』」、『サンデー毎日』第49巻第1号、毎日新聞社、1970年1月、p.162-163.
- 「怪奇女優・毛利郁子が愛人を殺害」、『週刊平凡』第12巻第2号、平凡出版、1970年1月、p.184-185.
- 「毛利郁子・36歳のあまりにもわびしい半生」、『週刊明星』第13巻第1号、集英社、1970年1月、p.221-225.
- 「毛利郁子が愛人剌すまで」、『講演時報』第1483号、連合通信社、1970年1月、p.12-16.
- 「毛利郁子事件でバクロした女優の愛情生活 - スキャンダルの淵をさ迷う女優列伝」『週刊文春』第12巻第1号、文藝春秋、1970年1月、p.32-35.
- 「ヘビ女優・毛利郁子に勝新らが減刑嘆願」、『週刊明星』第13巻第8号、集英社、1970年3月、p.175-176.
- 「殺人女優毛利郁子の減刑に全力尽くす永田氏」、『週刊サンケイ』第19巻第10号、サンケイ出版、1970年3月、p.32-33.
- 「女優毛利郁子に実刑7年の判決」、『週刊平凡』第12巻第18号、平凡出版、1970年4月、p.150-154.
- 「情報センター・ぎりぎり最終版 毛利郁子」、『週刊明星』第13巻第17号、集英社、1970年5月、p.42-45.
- 「ワイド大特集 事件スターがたどった運命の足どり 毛利郁子」、『週刊明星』第13巻第30号、集英社、1970年8月、p82-83.
- 「ミスに選ばれた美女たちの"ミス" 毛利郁子」、『週刊ポスト』第3巻第21号、小学館、1971年5月、p.160-161.
- 「事件のあとの女のドラマ 永田洋子・奥村彰子・毛利郁子・石川玲子」、『主婦と生活』第30巻第12号、主婦と生活社、1975年9月、p.182-189.
- 『愛人刺殺事件 蛇女優・毛利郁子 悪女の履歴書』丸川賀世子、『主婦と生活』第38巻第3号、主婦と生活社、1983年3月、p.116-123.
- 『昭和・平成「女の主役」事件史 第14回 ヘビ女優「毛利郁子」を狂わせた妻子ある男の「嘘」（上）』、『週刊新潮』第45巻第26号、新潮社、2000年7月6日、p.140-143.
- 『昭和・平成『女の主役』事件史 第14回 ヘビ女優「毛利郁子」を狂わせた妻子ある男の「嘘」（下）』、『週刊新潮』第45巻第27号、新潮社、2000年7月13日、p.148-151.